# جورج دبليو. بيكهام
جورج دبليو. بيكهام (بالإنجليزية: George Peckham)‏ هو عالم سلوك الحيوان وعالم حشرات ومدرس أمريكي، ولد في 23 مارس 1845 في ألباني في الولايات المتحدة، وتوفي في 10 يناير 1914 في ميلواكي في الولايات المتحدة.